# Чиндатський
Чинда́тський (рос. Чиндатский) — селище у складі Яйського округу Кемеровської області, Росія.

## Населення
Населення — 71 особа (2010; 81 у 2002).
Національний склад (станом на 2002 рік):
- росіяни — 99 %